# الإدارة الجماعية لحق المؤلف
الإدارة الجماعية لحق المؤلف هي ترخيص حقوق التأليف والنشر والحقوق المجاورة من المنظمات التي تعمل نيابة عن أصحاب الحقوق. تمثل منظمات الإدارة الجماعية (CMOs)، التي يشار إليها أحيانًا باسم جمعيات التحصيل، عادةً مجموعات من أصحاب حق المؤلف والحقوق المجاورة، أي؛ المؤلفون (مثل الكتاب والملحنين والرسامين والمصورين)، وفناني الأداء (مثل الموسيقيين والممثلين والراقصين)، والناشرين، ومنتجي التسجيلات الصوتية، ومنتجي الأفلام، وغيرهم من أصحاب الحقوق.  على الأقل، يأذن أصحاب الحقوق لمنظمات إدارة الحقوق الجماعية بمراقبة استخدام مصنفاتهم، والتفاوض بشأن التراخيص مع المستخدمين المحتملين، وتوثيق البيانات والمعلومات الصحيحة لإدارة الحقوق، وجمع المكافآت مقابل استخدام الأعمال المحمية بحقوق الطبع والنشر، وضمان التوزيع العادل لهذه المكافآت بين أصحاب الحقوق. .  وتعمل منظمات الإدارة الجماعية أيضًا بناءً على ولايات قانونية. يختلف الإشراف الحكومي عبر الولايات القضائية.

## التاريخ
إدارة الحقوق الجماعية قديمة قدم قانون حق المؤلف (حقوق التأليف والنشر) نفسه. مورست إدارة الحقوق الجماعية من خلال منظمة إدارة جماعية لأول مرة في فرنسا عام 1777 لاستخدام الأعمال الدرامية والأدبية في المسرح، ويُعزى ذلك إلى جهود بيير بومارشيه. تأسست أول منظمة في مجال الموسيقى عام 1850 في فرنسا.  منذ أوائل عقد 2020، تعمل هذه المنظمات في حوالي 130 دولة حول العالم. لقد سبق مصطلح منظمة الإدارة الجماعية (CMO) العديد من المراجع المختلفة، مثل "مجتمع التحصيل"، وهو مصطلح لا يزال مستخدمًا في عدد من البلدان، ومصطلحات أخرى مثل "جمعيات الإدارة الجماعية" و"هيئات الترخيص". 

## أنواع الحقوق ضمن الإدارة الجماعية
قد تغطي إدارة الحقوق الجماعية التي تقدمها منظمات الإدارة الجماعية مجموعةً من الحقوق الحصرية الممنوحة بموجب قانون حق المؤلف، سواء كانت مرخصة من قبل أصحاب الحقوق أو خاضعة للإدارة الجماعية القانونية، بما في ذلك:
- الحق في الأداء الفني العلني، على سبيل المثال عند تشغيل الموسيقى أو عزفها في القاعات أو النوادي.
- الحق في البث، على سبيل المثال عند بثّ العروض الحية أو المسجلة على الراديو أو التلفزيون.
- حقوق النسخ الميكانيكي للموسيقى المسجلة، على سبيل المثال عند إعادة إنتاج المصنّفات لأغراض التسجيل. والتوزيع، مثل الأقراص المضغوطة أو البث عبر الإنترنت
- حقوق الأداء في الأعمال الدرامية، على سبيل المثال عرض عملٍ ما على المسرح.
- حقوق النسخ التصويري للأعمال الأدبية والمرئية والموسيقية، على سبيل المثال عند نسخ كتاب أو صفحة موسيقية باستخدام آلة تصوير.
- الحقوق المجاورة، مثل حقوق فناني الأداء والمنتجين في الموسيقى المسجلة عند استخدامها في عمليات البث.[8]

غالبًا ما تستخدم القطاعات الإبداعية المختلفة المصطلحات الخاصة بقطاعاتها، بما في ذلك: 
- منظمات حقوق الأداء (PROs)، لإدارة حقوق المصنفات الموسيقية.
- شركات ترخيص الموسيقى (MLCs)، لحقوق منتجي التسجيلات الصوتية.
- منظمات الإدارة الجماعية لحقوق فناني الأداء (PMOs)
- منظمات حقوق الاستنساخ (RROs) في قطاع النصوص والصور.

## منظمات الإدارة الجماعية
تتولى الإدارة الجماعية لحق المؤلف والحقوق المجاورة أنواع مختلفة من منظمات الإدارة الجماعية. تعمل منظمات الإدارة الجماعية نيابة عن أعضائها، الذين قد يكونون مؤلفين أو فنانين، وتصدر تراخيص حقوق الطبع والنشر للمستخدمين الذين يسمحون باستخدام أعمال أعضائها أو أصحاب الحقوق الأجانب الذين يمثلونهم. وتتفاوض منظمات الإدارة الجماعية أيضًا على عوائد الملكية الفكرية وشروط الترخيص الأخرى نيابة عن أعضائها وأعضاء منظمات الإدارة الجماعية الأجنبية التي أبرمت معها اتفاقيات، وتحصيل مدفوعات العوائد نيابة عن أصحاب الحقوق، وتوثيق بيانات ومعلومات إدارة الحقوق. بعد ذلك، توزّع منظمة الإدارة الجماعية المحلية أو الأجنبية العوائد على أعضائها، الذين، بصفتهم أصحاب حقوق فردية، لا يشاركون عمومًا بشكل مباشر في التفاوض بشأن الترخيص 
تبرز منظمات الإدارة الجماعية عادةً في المواقف التي يكون فيها من المستحيل أو من غير العملي بالنسبة لأصحاب حق المؤلف والحقوق المجاورة إدارة حقوقهم بشكل مباشر، وحيث يكون من مصلحتهم تجميع تراخيص الحقوق التي يمتلكونها أو يمثلونها مع منظمة الإدارة الجماعية. تُنقل عادةً سلطة منظمة الإدارة الجماعية من خلال نظامها الأساسي (إذا كان قائمًا على العضوية)، ومن خلال التفويضات الطوعية، ومن خلال اتفاقيات التمثيل مع منظمات الإدارة الجماعية الأخرى و/أو من خلال القانون الوطني. في معظم الحالات، تُنظّم منظمات الإدارة الجماعية على أساس غير ربحي ويملكها أعضاؤها أو يسيطرون عليها.
من الاهتمامات الرئيسية لمنظمات الإدارة الجماعية الإدارة الصحيحة للكميات الهائلة من البيانات والمعلومات التي يجمعونها عن أعضائهم وأعمالهم والمساهمات الإبداعية الأخرى واستخداماتها. ومن ثم، يُعدّ التوثيق أمرًا حيويًا لضمان حسن سير عمل منظمات الإدارة الجماعية على المستوى الوطني والإقليمي والدولي. تحتاج منظمات الإدارة الجماعية إلى جمع معلومات عن أصحاب الحقوق والمصنفات، مثل المعرفات والأسماء والأسماء المستعارة والعناوين والأسهم واتفاقات النشر الفرعي والترخيص، بالإضافة إلى معلومات حول الاستخدامات في الوسائط المختلفة. وتسمح هذه المعلومات لمنظمات الإدارة الجماعية بتحصيل العوائد ومطابقتها وتوزيعها على أصحاب الحقوق. تستخدم العديد من منظمات الإدارة الجماعية حلول تكنولوجيا المعلومات التي تهدف إلى تسهيل العمليات اليومية لمنظمات الإدارة الجماعية وتعاونها مع منظمات الإدارة الجماعية من البلدان الأخرى.
بالملخص، يلجأ أصحاب الحقوق إلى خدمات منظمات الإدارة الجماعية، لأنها ترصد متى وأين ولماذا تُستخدم المصنفات؛ وتتفاوض على الأسعار وغيرها من الشروط مع المستخدمين؛ وترخّص استخدام المصنفات المحمية نيابة عن أعضائها وأصحاب الحقوق الآخرين الذين تمثّلهم؛ وتجمع الرسوم من المستخدمين وتوزعها على أصحاب الحقوق.

## أنظر أيضاً
- قائمة جمعيات جمع حقوق التأليف والنشر
- تمديد الترخيص الجماعي
- الترخيص الجماعي الطوعي
- ضريبة النسخ الخاصة
- نقابة